# Guo Boxiong

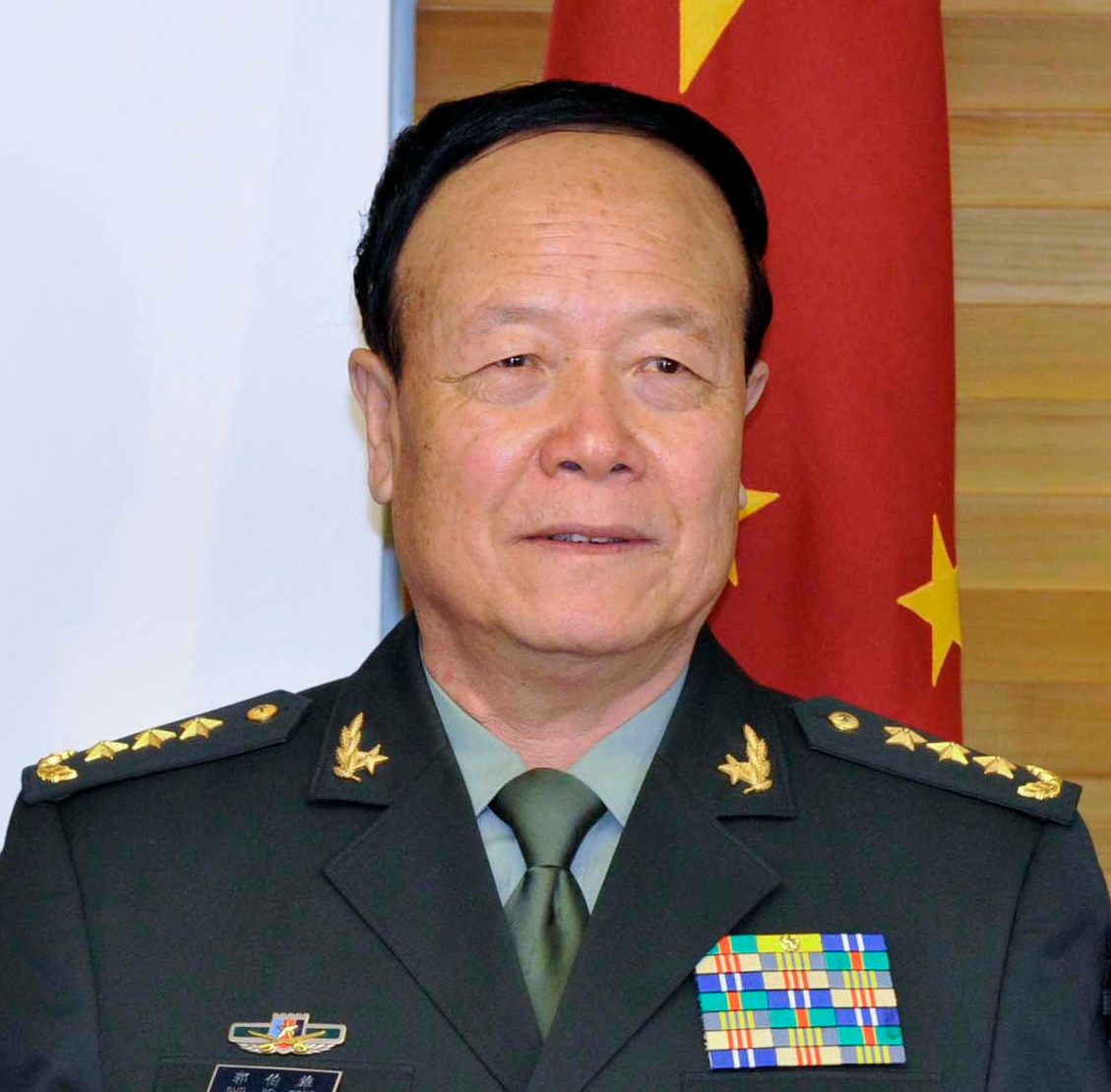
Guo Boxiong im Jahr 2010

Guo Boxiong (chinesisch 郭伯雄, Pinyin Guō Bóxióng; * Juli 1942 in Liquan, Provinz Shaanxi) (auch der "Wolf des Nordwesten" genannt) ist ein chinesischer  Politiker, Generalleutnant, stellvertretender Vorsitzender der Zentralen Militärkommission und Mitglied des Politbüros (2002–2012). 2015 wurde er aus der Kommunistischen Partei Chinas wegen der Annahme von Bestechungsgeldern ausgeschlossen. Am 25. Juli 2016 wurde er durch ein Militärgericht zu lebenslanger Haft verurteilt.

## Aufstieg zum General der Volksbefreiungsarmee
Nach einer dreijährigen Tätigkeit als Fabrikarbeiter in Xingping in der Provinz Shaanxi trat er im August 1961 als Soldat in die Volksbefreiungsarmee (VBA) ein. In den folgenden vier Jahren stieg er vom Stellvertretenden Gruppenführer und Gruppenführer zum Zugführer einer Kompanie des 164. Regiments der 55. Division auf. Anschließend war er ein Jahr Mitglied des Stabes der Propagandagruppe der Politischen Abteilung sowie danach vier Jahre des Stabes der Gefechtsausbildungsgruppe dieses Regiments. Von 1970 bis 1971 war er Chef der Gefechtsausbildungsgruppe des 164. Regiments.
Von 1971 bis 1981 stieg er vom Stabsoffizier und Stellvertretenden Leiter zum Leiter der Abteilung für Gefechtsausbildung im Hauptquartier der 19. Armee auf, zu dem auch das 164. Regiment gehörte. 1981 wurde er zunächst Chef des Stabes der 55. Division, ehe er 1982 Stellvertretender Direktor der Gefechtsabteilung der Militärregion von Lanzhou wurde. Zwischen September 1981 und Juli 1983 absolvierte er daneben ein Studium an der Militärakademie der VBA.
Im Anschluss daran wurde er 1983 Chef des Stabes der 19. Armee. Von 1985 bis 1990 war Guo dann Stellvertretender Chef des Stabes der Militärregion von Lanzhou. Danach erfolgte seine Ernennung zum Kommandeur der 47. Armeegruppe. 1993 wurde er Stellvertretender Kommandeur der Militärregion von Peking sowie im Anschluss daran 1997 Kommandeur der Militärregion von Lanzhou.

## Aufstieg zum Mitglied des Politbüros und Stellvertretenden Vorsitzenden der ZMK
Guo wurde auf dem 15. Parteitag der KPCh im Jahr 1997 zum Mitglied des Zentralkomitees (ZK) der Kommunistischen Partei gewählt. Seit 1999 ist er Mitglied der Zentralen Militärkommission (ZMK). Zugleich war er 1999 bis 2002 Stellvertretender Chef des Generalstabes sowie Stellvertretender Sekretär des Parteikomitees des Generalstabes der VBA.
Ab 2002 war Guo Stellvertretender Chef des Hauptquartiers der VBA und Stellvertretender Sekretär des Parteikomitees des Hauptquartiers der VBA.
Auf dem 16. Parteitag der KPCh 2002 wurde er zum Mitglied des Politbüros des ZK gewählt und gehörte neben Verteidigungsminister Cao Gangchuan zum erweiterten Führungskreis der Parteiführung. Im März 2003 stieg er zu einem der Stellvertretenden Vorsitzenden der ZMK auf und war damit zweithöchster militärischer Führer nach Hu Jintao. In dieser Funktion wurde er im Juni 2006 mit der Untersuchung eines Flugzeugabsturzes beauftragt bei dem mehrere Forscher und Armeesoldaten ums Leben kamen. Im November 2012 trat er im Alter von 70 Jahren in den Ruhestand. 

## Ausschluss aus der KPCh und Strafverfolgung
Am 9. April 2015 beschloss das Zentralkomitee der KPCh eine parteiinterne Untersuchung gegen Guo wegen Verdacht auf passive Bestechung einzuleiten. Ein Untersuchungsbericht der Disziplinarinspektion der ZKM soll ergeben haben, dass er finanzielle Vorteile für sich oder für seine Angehörigen annahm und im Austausch dafür sein hohes Amt dazu missbrauchte, militärische Beförderungen zu beeinflussen. Das 25 Mitglieder umfassende Politbüro der KPCh schloss ihn aufgrund dieser Vorkommnisse am 30. Juli 2015 aus der kommunistischen Partei aus. Zusätzlich wurde sein Fall den militärischen Untersuchungsbehörden zur militärgerichtlichen Beurteilung übergeben.
Guo ist der höchste ehemalige Militärkommandant, der im Rahmen der Antikorruptionskampagne unter Xi Jinping von der KPCh ausgeschlossen wurde. Ihm unterstand General Xu Caihou, der zwischen 2004 und 2012 ebenfalls Vizevorsitzender der ZKM war und bereits 2014 wegen passiver Bestechung aus der KPCh ausgeschlossen wurde.
Im April 2016 wurde bekannt gegeben, das Guo die Annahme von Bestechungsgeldern gestanden habe. Die Untersuchung des Falls sei abgeschlossen und man bereite nun die Strafverfolgung vor. Der Prozess fand unter Ausschluss der Öffentlichkeit vor einem Militärgericht statt, da militärische Geheimnisse berührt wurden. Das Gericht erklärte, dass das Verfahren gemäß dem Gesetz und in einer fairen Art und Weise abgehalten wurde. Am 25. Juli 2016 verurteilte ein Militärgericht Guo zu lebenslanger Haft, der Aberkennung seiner politischen Rechte auf Lebenszeit, sein Generalsrang wurde ihm aberkannt und sein gesamter Besitz, sowie alle Gewinne aus seinen Straftaten wurde eingezogen. Das Gericht nannte die Bestechungssummen extrem groß, betonte aber, dass er sein Fehlverhalten anerkenne und aufrichtig bereue und das alle illegal erworbenen Vermögenswerte offengelegt worden seien. Guo, der sich schuldig im Sinne der Anklage bekannt hatte, nahm das Urteil an und kündigte an keinen Einspruch einlegen zu wollen.

## Familie
Im März 2015 wurde bekannt, dass gegen seinen Sohn, Generalmajor Guo Zhenggang (1970), zusammen mit 13 weiteren Generälen wegen Korruptionsverdacht Ermittlungen eingeleitet wurden. Strafuntersuchungen wurden auch gegen seine Schwiegertochter und ihre Mutter eingeleitet.